# Morgane Ribout
Morgane Ribout, née le 11 janvier 1988 à Lille, est une judokate française évoluant dans la catégorie des moins de 57 kg (poids légers) puis des moins de 63 kg. Elle se révèle en 2009 en remportant un titre mondial dès sa première participation.

## Biographie
Native de Lille, elle passe son enfance à Sec-Bois. Elle commence le judo durant sa cinquième année à Haubourdin, le pratique également à Bailleul avant d'entrer à la section sportive du collège de Fruges puis de rejoindre successivement les « pôles France » d'Amiens et Poitiers. À Amiens, elle est entraînée par Cathy Fleury, championne olympique en 1992. Licenciée à partir de juin 2007 au Judo Club de Pontault-Combault en Île-de-France, elle est désormais membre du Lagardère Paris Racing et s'entraîne à l'INSEP.
À 17 ans, elle monte sur la troisième marche des Championnats de France seniors 2006, puis combat dans la foulée lors du Tournoi de Paris, sans succès cependant. Fin 2007, elle enlève la médaille de bronze lors des Championnats d'Europe espoirs. Remplaçante de Barbara Harel en équipe nationale senior notamment lors des Championnats du monde 2007, elle devient titulaire en 2009 — en vertu notamment d'une deuxième place au Tournoi de Paris — et participe pour la première fois aux Championnats d'Europe seniors. Elle n'y concède qu'une défaite, en finale de tableau, face à la Portugaise Telma Monteiro, avant de remporter la phase de repêchages et décrocher ainsi la médaille de bronze.
Quelques mois plus tard, elle est de nouveau sélectionnée en équipe de France pour participer aux Championnats du monde organisés à Rotterdam aux Pays-Bas. Malgré un tableau relevé dans lequel elle affronte notamment les multiples médaillées internationales Deborah Gravenstijn et Yurisleidy Lupetey, elle atteint la finale de tableau et accède aux demi-finales. Victorieuse de la Japonaise Kaori Matsumoto, elle se qualifie en finale dont elle sort victorieuse en battant par yuko la Portugaise Monteiro.
Au Tournoi de Paris 2010, Ribout atteint la finale où elle est dominée par Matsumoto. Cette année-là, elle est également battue au premier tour du Championnats d'Europe et déclare forfait peu avant les Championnats du monde. Le motif de son forfait est une infection rénale, toutefois un problème de poids est également évoqué.
En 2011, elle perd au premier tour des Championnats du monde de Paris et cède alors sa place de titulaire à Automne Pavia qui participe ensuite aux Jeux olympiques de Londres où elle décroche la médaille de bronze dans la catégorie.
Après ces Jeux, Morgane Ribout rejoint le Red Star Club de Champigny et passe à la catégorie supérieure des moins de 63 kg. En mars 2014, à la suite des championnats de France par équipes de clubs 1re division, et après plus de 8 ans passés en équipe de France, elle décide de mettre un terme à sa carrière. Elle se lance dans le MMA.
Morgane Ribout est aussi une sportive engagée auprès de la Fondation du Sport : elle a pris part au programme Bien Manger, C'est Bien Joué!, programme lancé en 2005 par la Fondation du Sport. Elle a participé à la réalisation de vidéos adressées aux jeunes sportifs pour leur apprendre les bases d'une alimentation adaptée à l'effort physique. Ce programme de la Fondation du Sport sensibilise également les enfants à l'importance de l'activité physique.

## Palmarès
| Année | Compétition                   | Lieu      | Résultat | Catégorie      |
| ----- | ----------------------------- | --------- | -------- | -------------- |
| 2007  | Championnats d'Europe espoirs | Salzbourg | 3e       | Moins de 57 kg |
| 2008  | Tournoi de Varsovie           | Varsovie  | 3e       | Moins de 57 kg |
| 2008  | Championnats d'Europe espoirs | Zagreb    | 7e       | Moins de 57 kg |
| 2009  | Tournoi de Paris              | Paris     | 2e       | Moins de 57 kg |
| 2009  | Championnats d'Europe         | Tbilissi  | 3e       | Moins de 57 kg |
| 2009  | Championnats du monde         | Rotterdam | 1re      | Moins de 57 kg |
| 2009  | Tournoi de Tokyo              | Tokyo     | 3e       | Moins de 57 kg |
| 2010  | Tournoi de Paris              | Paris     | 2e       | Moins de 57 kg |
| 2011  | Tournoi de Prague             | Prague    | 2e       | Moins de 57 kg |